# Elīza Tīruma
Elīza Tīruma –también conocida bajo sun nombre de casada Elīza Cauce– (Sigulda, 21 de agosto de 1990) es una deportista letona que compite en luge en la modalidad individual. Su hermana Maija también compitió en luge.
Participó en tres Juegos Olímpicos de Invierno, entre los años 2014 y 2022, obteniendo dos medallas de bronce en la prueba por equipo, en Sochi 2014 (junto con Mārtiņš Rubenis, Andris Šics y Juris Šics) y en Pekín 2022 (con Kristers Aparjods, Mārtiņš Bots y Roberts Plūme).
Ganó tres medallas en el Campeonato Mundial de Luge entre los años 2013 y 2020, y siete medallas en el Campeonato Europeo de Luge entre los años 2014 y 2021.

## Palmarés internacional
| Juegos Olímpicos   | Juegos Olímpicos     | Juegos Olímpicos  | Juegos Olímpicos       |
| Año                | Lugar                | Medalla           | Prueba                 |
| ------------------ | -------------------- | ----------------- | ---------------------- |
| 2014               | Sochi (Rusia)        | Medalla de bronce | Equipo                 |
| 2022               | Pekín (China)        | Medalla de bronce | Equipo                 |
| Campeonato Mundial |                      |                   |                        |
| Año                | Lugar                | Medalla           | Prueba                 |
| 2013               | Whistler (Canadá)    | Medalla de bronce | Equipo                 |
| 2016               | Königssee (Alemania) | Medalla de plata  | Equipo                 |
| 2020               | Sochi (Rusia)        | Medalla de bronce | Individual (velocidad) |
| Campeonato Europeo |                      |                   |                        |
| Año                | Lugar                | Medalla           | Prueba                 |
| 2014               | Sigulda (Letonia)    | Medalla de plata  | Equipo                 |
| 2015               | Sochi (Rusia)        | Medalla de bronce | Equipo                 |
| 2016               | Altenberg (Alemania) | Medalla de plata  | Individual             |
| 2016               | Altenberg (Alemania) | Medalla de plata  | Equipo                 |
| 2017               | Königssee (Alemania) | Medalla de bronce | Equipo                 |
| 2019               | Oberhof (Alemania)   | Medalla de bronce | Equipo                 |
| 2021               | Sigulda (Letonia)    | Medalla de plata  | Equipo                 |